# Hupehsuchus
Hupehsuchus fue un pequeño género extinto de reptil marino, de cerca de 1 metro de largo. Fue hallado en el área de Hubei en China. Este reptil marino vivió en el Olenekiense en el período Triásico inferior. Hupehsuchus era similar a su pariente cercano, Nanchangosaurus, pero difería de este en algunos aspectos. Por ejemplo, Hupehsuchus tenía una armadura más pesada en su espalda que Nanchangosaurus, y las espinas de la espalda estaban divididas más finamente, dándole una apariencia más similar a la de un cocodrilo que Nanchangosaurus. Tenía un delgado y largo hocico, como el gavial, el delfín de río o los ictiosaurios, el cual probablemente usaba para sujetar peces o sondear el agua en busca de invertebrados.

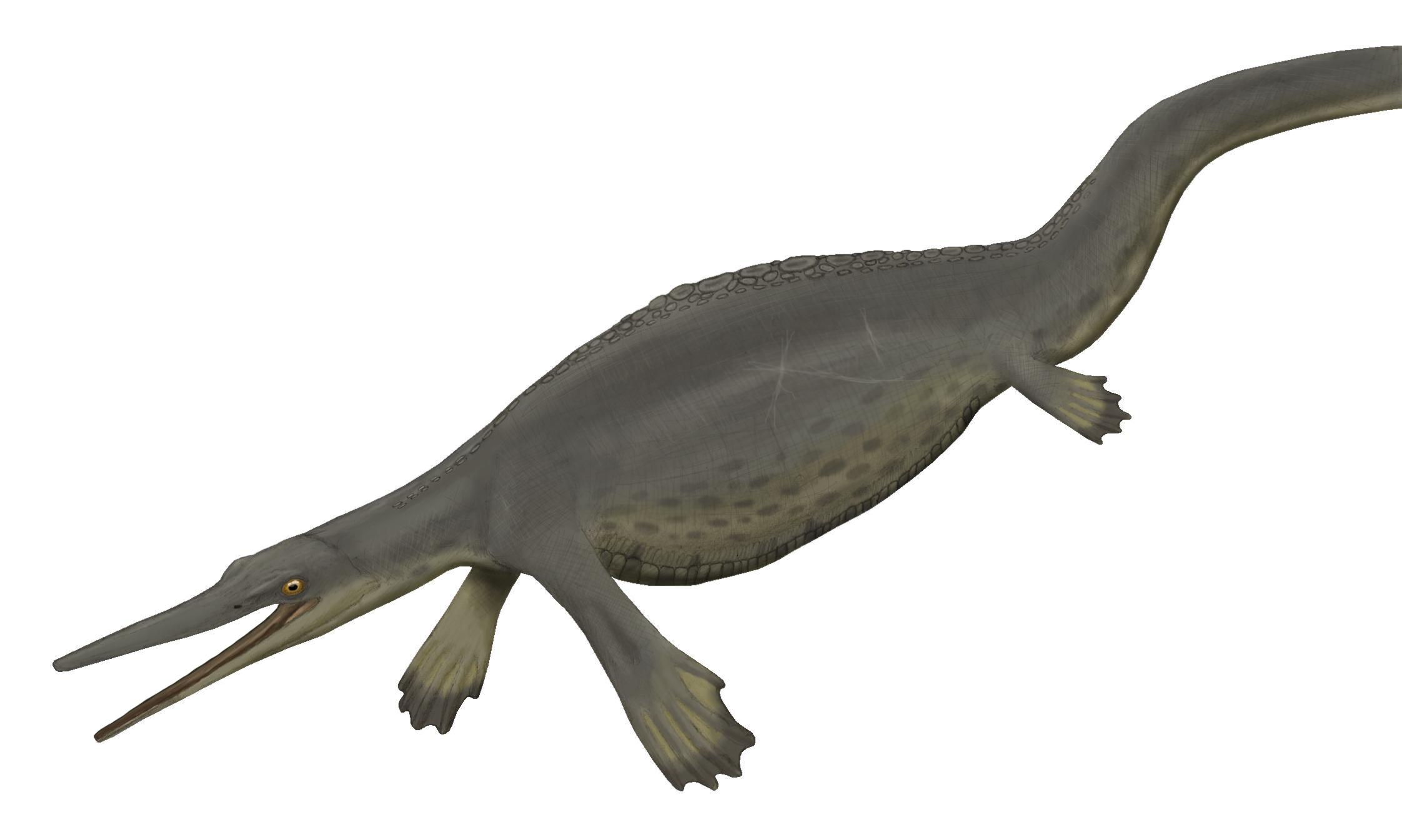
Recreación de Hupehsuchus nanchangensis

 No es claro exactamente a que grupos estaba relacionado Hupehsuchus. Es bastante claro que comparte una relación cercana con Nanchangosaurus, pero más allá de eso no hay nada claro. Muchas características, incluyendo el descubrimiento de su polidactilia (dedos extra), sugieren que Hupehsuchus está relacionado con los ictiosaurios, pero el hecho de que los dígitos adicionales de Hupehsuchus' incluyeran más huesos en su mano, más que sólo en los dedos como ocurre en los ictiosaurios, puede desacreditar esta idea. Junto a Nanchangosaurus parece ser muy distinto de cualquier otro grupo de reptiles y por lo tanto se les creó un nuevo orden para estos géneros, llamado Hupehsuchia.  